# Ira i Abby
Ira i Abby (ang. Ira and Abby) – amerykańska komedia romantyczna z 2006 roku w reżyserii Roberta Cary'ego. Wyprodukowany przez Magnolia Pictures.

## Opis fabuły
33-letni Ira Black (Chris Messina) ma osobiste problemy. Za namową swojego terapeuty podejmuje decyzję o radykalnej zmianie swojego życia. Zapisuje się na siłownię, gdzie poznaje Abby Willoughby (Jennifer Westfeldt). Po kilku godzinach kobieta proponuje mu małżeństwo.

## Obsada
- Chris Messina jako Ira Black
- Jennifer Westfeldt jako Abby Willoughby
- Fred Willard jako Michael Willoughby
- Frances Conroy jako Lynne Willoughby
- Jason Alexander jako doktor Morris Saperstein
- Robert Klein jako Seymour Black
- Judith Light jako Arlene Black
- David Margulies jako doktor Arnold Friedman
- Kali Rocha jako Tracy
- Brad Bellamy jako Henry
- Kevin Sussman jako Lenny

i inni